# Ivo van Strijtem

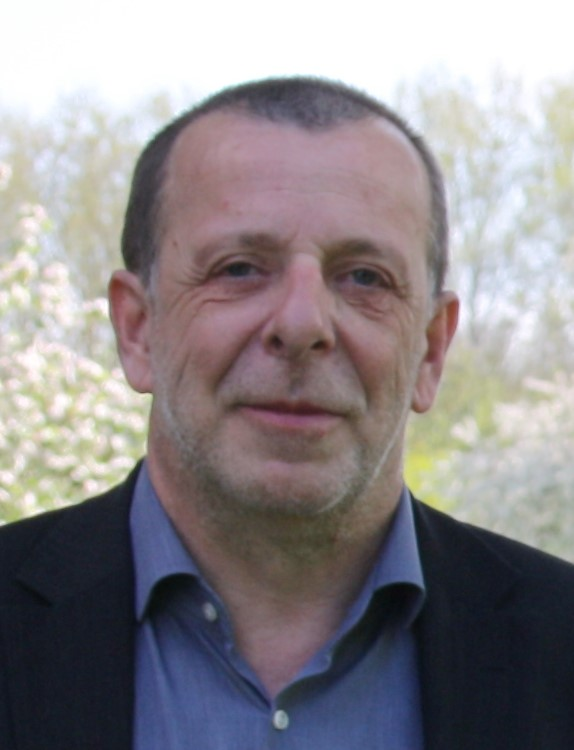
Ivo van Strijtem

Ivo van Strijtem, pseudoniem van Ivo Evenepoel (Strijtem, thans Roosdaal, 26 juli 1953), is een Vlaams dichter, essayist en bloemlezer.

## Levensloop

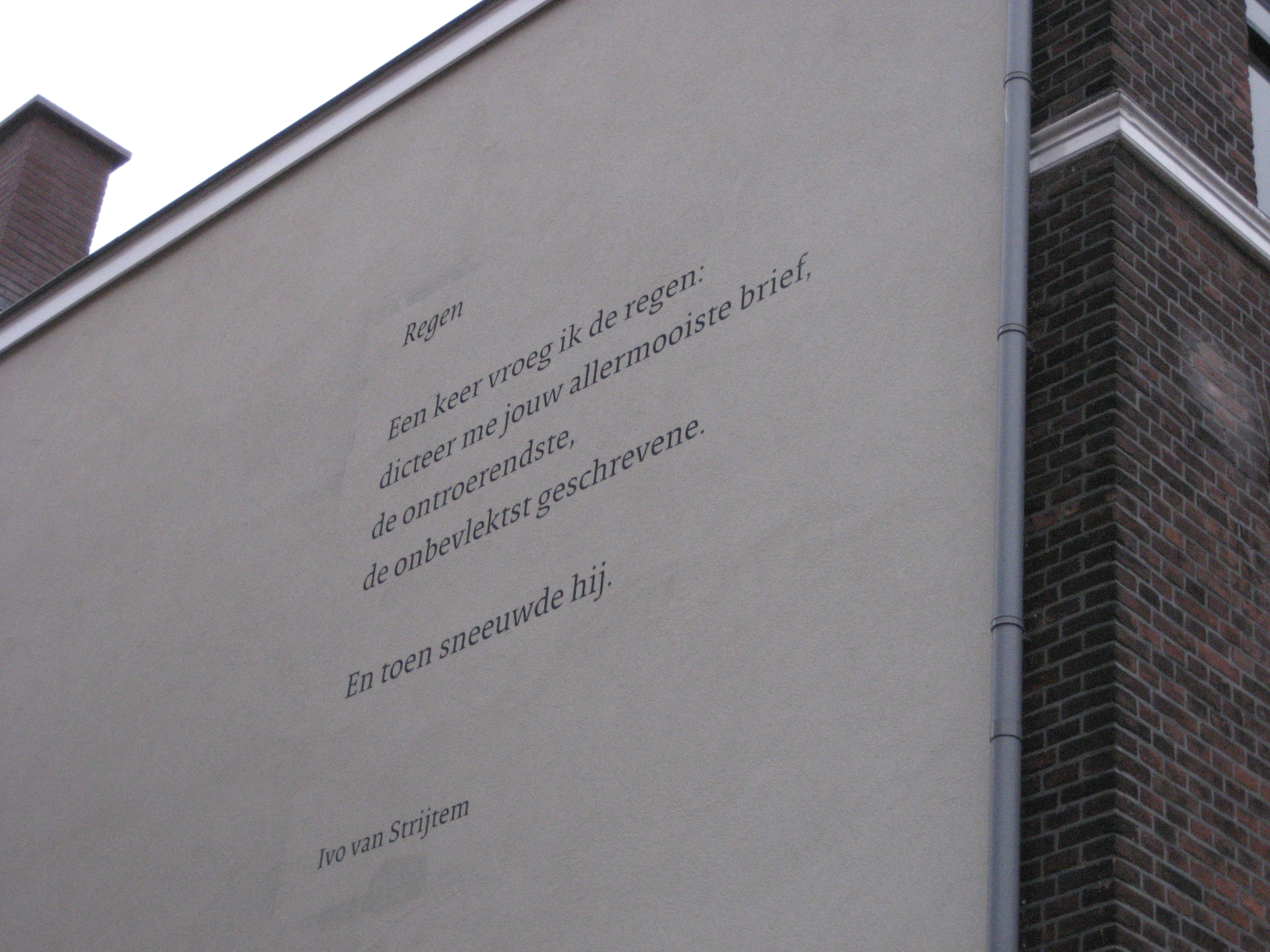
Regen van Van Strijtem op een muur in Den Haag

Van 1973 tot 2013 was Ivo van Strijtem leraar Engels (nadat hij eerst leraar godsdienst was) aan het Technisch Instituut Don Bosco in Halle.
Hij wordt wel eens als 'ambassadeur van de poëzie' of 'advocaat van de poëzie' bestempeld doordat hij steeds enthousiasmerend spreekt en schrijft over de dichtkunst.
'Poëzie moet uit haar boeken treden' beweert hij en maakt hij ook waar door o.m. het Poëziecafé dat hij sinds 2005 tot vandaag i.s.m. Gemeenschapscentrum De Markten Brussel en het Bop (Brussels Ouderenplatform) organiseert en dat maandelijks dertig en meer luisteraars telt. Daarnaast is hij ook vertaler naar het Nederlands van het werk van onder meer Emily Dickinson,  William Butler Yeats, Brian Patten, Roger McGough, Adrian Henri, Wendy Cope, Erik Axel Karlfeldt, Robert Bly, Gustaf Fröding en Philip Larkin.  Zijn eigen gedichten worden door onder meer Cees van der Pluijm geroemd.
Sinds 2014 prijkt zijn gedicht 'Regen' op een muur in de Archipelbuurt in Den Haag. In 2019 was hij ook te gast op de Nacht van de Poëzie.

## Publicaties

### Gedichtenbundels
- Aardbeien met slagroom, eigen beheer, 1983
- Hoeveel is zo weinig, Facet, Antwerpen, 1987
- Château La Passionata, Lannoo, Tielt, 1989 (met Koen Stassijns)
- Brussel aan de Mississippi, Lannoo, Tielt, 1991
- La Passionata, grand cru, Lannoo, Tielt; 1998 (met Koen Stassijns)
- Een rode sjaal, Atlas, Amsterdam/Antwerpen, 1998
- De mooie Ierse, Atlas, Amsterdam/Antwerpen, 2002
- Het tegenbezoek, Atlas, Amsterdam/Antwerpen, 2006
- De Lange Droomstraat, Atlas, Amsterdam/Antwerpen, 2008 (met Agnès Van Ransbeeck)
- In de luwte, gedichten en vertaalde gedichten, uitgeverij P, Leuven, 2012 (met Koen Stassijns)
- De Liefde, jazeker, Atlas Contact/Houtekiet, Amsterdam/Antwerpen, 2014
- Een kamer met tafel en schrijfgerei, Atlas Contact, Amsterdam/Antwerpen, 2019

### Bloemlezingen
- Invers, poëzie moet uit haar boeken treden, bloemlezing Nederlandstalige poëzie, Standaard Uitgeverij, Antwerpen, 1993 (met Erik Heyman en Koen Stassijns)
- Invers gaat vreemd, bloemlezing vertaalde poëzie, Standaard Uitgeverij Antwerpen, 1995 (met Erik Heyman en Koen Stassijns)
- De mooiste van de hele wereld,een bloemlezing wereldpoëzie van de 20ste eeuw (met Koen Stassijns), Lannoo, Tielt 1996 ; vanaf tweede druk : Lannoo Tielt/Atlas Amsterdam 1997, volledig hernieuwde uitgave, 2010
- De mooiste van altijd, een bloemlezing van 40 eeuwen wereldpoëzie, (met Koen Stassijns), Lannoo Tielt / Atlas Amsterdam, 1999.
- Liefdes werk, liefdespoëzie uit de hele wereld, (met Koen Stassijns), Lannoo Tielt/Atlas Amsterdam, 2001
- Het laatste anker, gedichten over dood en troost uit de hele wereld, (met Koen Stassijns), Lannoo Tielt/Atlas Amsterdam, 2003
- 3000 jaar wereldpoëzie in 500 onsterfelijke gedichten (met Koen Stassijns), Lannoo Tielt/Atlas Amsterdam, 2005
- Van Heer Halewijn tot Hugo Claus,160 gedichten om uit het hoofd te kennen, (met Koen Stassijns), Lannoo,Tielt, 2007
- De mooiste van… Goethe, Tagore, Heine, Brecht, Neruda, Yeats, Alberti, Petrarca, Hesse, Ungaretti, Wallace Stevens, Quasimodo, Hikmet, Lorca, Poesjkin, Świrszczsyńska, Shakespeare, Prévert, Apollinaire, Miłosz, Victor Hugo, Aspenström… bloemlezingen, (met Koen Stassijns), Lannoo Tielt/Atlas Amsterdam
- De mooiste van …(nieuwe reeks, met Koen Stassijns) Hölderlin, Baudelaire, Yeats, Brecht, Goethe en Neruda, Lannoo, Tielt.
- Van Dante tot Neruda, 123 wereldgedichten (met Koen Stassijns), Lannoo, Tielt, 2009
- Half engel, half mens, 100 moedergedichten uit de wereldliteratuur (met Koen Stassijns), Lannoo, Tielt, 2010
- Mmm, zei zij, 100 erotische gedichten uit de wereldliteratuur (met Koen Stassijns), Lannoo, Tielt, 2010
- Van God los, gedichten over geloof en ongeloof (met Koen Stassijns), Lannoo, Tielt, 2011
- De liefde heeft jouw naam, gedichten over vrouwen (met Koen Stassijns), Lannoo, Tielt, 2011
- Van Hugo Claus tot Ramsey Nasr, 265 klassiekers uit de poëzie van 1944 tot bijna vandaag, (met Koen Stassijns), Lannoo, Tielt, 2013

### Essay
- Iedereen dichter! Poëzie is een manier van leven, Lannoo, Tielt, 2018

### Theater
- Château La Passionata, theaterproductie en cd, gezongen gedichten 1991 (met Eddy Peremans, Koen Stassijns en diverse zangers en muzikanten)

### Vertalingen
- De mooiste van Emily Dickinson (vertaling Ivo van Strijtem), Lannoo Tielt/Atlas Amsterdam 2002
- De mooiste van Edith Södergran (vert. Lisette Keustermans en Ivo van Strijtem), Lannoo Tielt/Atlas Amsterdam 2002
- De mooiste van William Wordsworth (vertaling Ivo van Strijtem), Lannoo Tielt/Atlas Amsterdam 2004
- De mooiste van Werner Aspenström (vertaling Ivo van Strijtem), Lannoo, Tielt/Atlas Amsterdam 2008

### Vertaalde jeugdboeken
- Tienduizend witte merries (Diane Lee Wilson), Lannoo, Tielt 2000
- Mijn naam is Bud (Christopher Paul Curtis), Lannoo, Tielt 2001 (Boekenwelp 2002)
- Bloody Mary (Carolyn Meyer), Lannoo, Tielt 2002

### Theater
- Château La Passionata, theaterproductie en cd, gezongen gedichten, 1991 (met Eddy Peremans, Koen Stassijns en diverse zangers en muzikanten)
- Klinkklaar en Klei, 2013 (theaterproductie met beeldhouwer Patrick Van Craenenbroeck en zanger Walter Evenepoel)
- Nacht van de Poëzie, Utrecht 28 september 2019, VPRO
- De lieve Ondeugd (theaterprogramma, stoute gedichten en liedjes, met Walter Evenepoel)